# Yury Melnichek
 (juin 2018).
Yury Melnichek (en biélorusse : Юрый Мельнічак) ; en russe : Юрий Мельничек, en transcription française Iouri Melnitchek), né à Minsk en 1983, est un entrepreneur d’origine biélorusse dans le domaine numérique, investisseur au capital risque, programmeur.
Fondateur de Maps.me, service gratuit de cartographie, ainsi que de l’entreprise Aimatter (à l’origine des applications Fabby et Fabby Hair), en partenariat avec Andrei Avsievich, il fonde au printemps 2018 la société Bulba Ventures qui apporte un soutien financier aux start-up biélorusses. En plus de ses activités d’investissement, Yury Melnichek réalise des missions de conseil dans les domaines du capital-risque et du marketing des applications mobiles. Il propose également son expertise aux entreprises IT[Quoi ?] et aux start-up sur les questions de l’apprentissage automatique, de la vision par ordinateur et des sciences des données.

## Biographie

### Éducation
Yury Melnichek est diplômé de la faculté des mathématiques appliquées et de l’informatique de l’Université nationale biélorusse en 2005.

### Activités sociales et distinctions
Depuis plusieurs années, Yury Melnichek figure parmi les partenaires du concours des projets sociaux « Social Weekend », de l’association Open Data Science Belarus. Il participe en tant que mentor lors des hackathons et intervient aux conférences sur les technologies.

#### Distinctions
- Entrepreneur du numérique de l’année en 2017 (selon dev.by[5])
- 6e place dans le classement « Top 50 des personnalités dans le domaine du numérique en 2017 »[6]
- Fait partie du classement « Top 200 des entrepreneurs les plus influents qui ont réussi de la Biélorussie »[7]
- 7e place dans le classement « Top-40 des entrepreneurs biélorusses âgé de moins de 40 ans »[8]

### Bulba Ventures
En mars 2018, Yury Melnichek et son partenaire Andrei Avsievich créent Bulba Ventures, la société d’investissement biélorusse qui soutient le développement des start-ups dans le domaine de l’apprentissage automatique, au croisement du secteur réel de l’économie, du numérique et du secteur « life & health science ».
Yury Melnichek participe aux financements des start-ups suivantes : OneSoil (Minsk, Biélorussie) - plateforme de l’agriculture de précision ; Wannaby (Minsk, Biélorussie) - start-up au croisement du commerce électronique et de la réalité augmentée ; Daedalean (Zurich, Suisse) - start-up qui développe une solution de pilotage automatique pour les avions autonomes.

### Aimatter
L’entreprise Aimatter a été fondée en avril 2016. Depuis l’automne 2016, elle met en œuvre une technologie de sélection de la silhouette humaine sur un fond avec la possibilité de remplacer ce fond. Cette technologie est la première dans le monde à avoir fonctionné sur les plateformes mobiles et lors de vidéos en streaming. Plus tard, la même technologie a été utilisée pour le développement des effets visuels réalisés sur la base de l’application Fabby. Fabby, devenue populaire parmi les utilisateurs, a obtenu de bonnes critiques de la part des professionnels (elle a été élue deux fois de suite première dans sa catégorie sur ProductHunt. Par ailleurs, une technologie permettant la sélection et la transformation de l’apparence des cheveux lors de vidéo en streaming a été mise au point et réalisée dans l’application Fabby Look.
L’application Fabby a obtenu près de 2 millions de dollars d’investissement de la part de Haxus, fonds d’investissement de Yury Melnichek et Andrei Kulik.
En août 2017, TechCrunch a annoncé l’acquisition d’Aimatter par Google. L’opération a été baptisé «la transaction de 2017» selon le portail dev.by: pour la première fois l’entreprise internationale a acheté une société biélorusse. Les parties n’ont pas divulgué le montant total de la transaction. Une partie de l’équipe d’Aimatter a déménagé dans les bureaux de Google à San-Francisco et à Zurich, l’autre reste à Minsk.

### Maps.me
Maps.me est un service gratuit de cartographie, disponible sur les plateformes iOS, Android et Blackberry. Le projet a débuté en 2010 sous le nom MapsWithMe. Le siège est basé à Zurich et le centre de développement à Minsk. Le projet a été lancé en collaboration avec Alexandre Zolotariov, Victor Govako et Sergei Rechitski. Avant la création de MAPS.ME, Yury Melnichek a travaillé au sein de Google (département Google Maps, Google Earth), eBay, include7 et Qnective.
La première version de l’application sur iOS est sortie en avril 2011. En 2012, l’équipe remporte la première place dans le concours StartupMonthly à Vilnius et gagne un stage à la Silicon Valley. En février 2012, une version de MapsWithMe sort en version Android. En juillet 2014, l’entreprise change le nom pour Maps.me.
En novembre 2014, Maps.me a été acquise par le groupe d’entreprises Mail.ru Group intéressé par le développement et la préservation de l’autonomie du produit à l’intérieur du groupe. Maps.me a par ailleurs reçu des propositions d’achats de la part de Yandex et Google.

Selon Yury Gurski, mentor du projet Maps.me : 

« Maps.me est, à mon avis, le projet le plus cool d’Open Street Map dans le monde. Avec Mail.Ru, il contribuera beaucoup à l’amélioration des données géographiques et il y a 100 % de chances que cela devienne une histoire très grande et globale. Et pour ça, il a avec lui la force, le savoir et l’argent. »

L’acquisition de Maps.me par le groupe a attiré beaucoup d’attention dans les médias et figure parmi les transactions les plus importantes du secteur internet russe (Lenta.ru, the Runet, VC.ru). « Grâce à cette transaction, le service populaire de la cartographie est disponible désormais gratuitement. » Au moment de son acquisition, « l’application a été téléchargée plus de 7 millions de fois et figurait parmi les applications les plus populaires du segment Voyages dans plus de 100 pays ».